# Mark McNulty
Mark William McNulty (Bindura, Rhodesië, 25 oktober 1953) is een golfprofessional.

## Amateur
McNulty heeft een goede amateurscarrière gehad. In 1974 speelde hij namens Zimbabwe mee in de Eisenhower Trophy, die toen in de Dominicaanse Republiek werd gespeeld.

## Professional
Ruim tien jaar lang was hij een bekende verschijning op de Europese PGA Tour, herkenbaar aan zijn witte pet. Van 1987 tot 1992 stond hij 83 weken in de top-10 van de Europese Order of Merit.
McNulty werd geboren in het toenmalige Rhodesië, nu Zimbabwe. Zijn moeders moeder kwam uit Ballymena in Noord-Ierland. In 2003 werd hij vijftig jaar, verhuisde naar Ierland, kreeg hij de Ierse nationaliteit en ging op de Champions Tour spelen. Later is hij verhuisd naar Sunningdale, Engeland.
Het lag voor de hand dat McNulty op de Zuid-Afrikaanse Tour begon te spelen toen hij in 1977 professional werd. Zijn eerste succes daar kwam in 1979 met het winnen van het Holiday Inns Royal Swazi Sun Open. Vervolgens won hij negen maal de Order of Merit in Zuid-Afrika in 1980/81, 1981/82, 1984/85, 1985/86, 1986/87, 1992/93, 1996/97, 1997/98, 2000/01.

Vanaf 1978 speelde McNulty ook op de Europese Tour. Hij speelde regelmatig in Nederland en won in 1996 het Sun Microsystems Dutch Open op de Hilversumsche Golf Club, en enkele weken later de Volvo Masters in Sotogrande.
Zijn absolute topjaar was 1986. Op de Zuid-Afrikaanse Tour won hij dat jaar zeven toernooien en daarnaast ook nog de Million Dollar Challenge. In Europa eindigde hij 6x in de Top-10 en kwam op de 6de plaats in de Order of Merit. In totaal won hij 16x in Europa.
Toen hij vijftig jaar werd, besloot hij op de Champions Tour in de Verenigde Staten te gaan spelen. Zijn eerste seizoen bracht hem drie overwinningen en een 7de plaats op de Order of Merit. 
Wat hem al die jaren nooit gelukt was, overkwam hem in 2007, toen hij een van de vijf Majors van de Champions Tour won, de JELD-WEN Tradition.

#### Zuid-Afrikaanse / Sunshine Tour
- 1979:Holiday Inns Royal Swazi Sun Open
- 1981: SAB South African Masters
- 1982: SISA Classic, SAB Masters, Sharp Electronics Classic, Sun City Classic
- 1984: Pan Am Wild Coast Sun Classic
- 1985: Palabora Classic, Royal Swazi Sun Open, Safmarine Masters
- 1986: Safmarine Masters, Wild Coast Classic, Barclays Bank Classic, Swazi Sun Pro Am, Trustbank Tournament of Champions, Helix Wild Coast Classic, Germiston Centenary Tournament
- 1987: Southern Suns South African Open, AECI Charity Classic, Royal Swazi Sun Pro-Am, Trustbank Tournament of Champion
- 1992: Zimbabwe Open (telt ook mee voor de Challenge Tour)
- 1993: Lexington PGA Championship, FNB Players Championship
- 1996: Zimbabwe Open
- 1997: San Lameer SA Masters, Nashua Wild Coast Sun Challenge
- 1998: Vodacom Players Championship
- 2000: Stenham Royal Swazi Sun Open, CABS Old Mutual Zimbabwe Open
- 2001: Nashua Nedtel Cellular Masters, Mercedes-Benz South African Open (telt ook mee voor de Europese Tour)
- 2002: Vodacom Players Championship

#### Europese Tour
- 1979: Greater Manchester Open
- 1980: Braun German Open
- 1986: Portugees Open
- 1987: London Standard Four Stars National Pro-Celebrity, Dunhill British Masters, German Open
- 1988: Cannes Open
- 1989: Torras Monte Carlo Open
- 1990: Credit Lyonnais Cannes Open, Volvo German Open
- 1991: Volvo German Open
- 1994: BMW International Open
- 1996: Dimension Data Pro-Am, Sun Microsystems Dutch Open, Volvo Masters
- 2001: Mercedes-Benz South African Open (telt ook voor de Sunshine Tour)

#### Teams
- Alfred Dunhill Cup (namens Zimbabwe): 1993, 1994, 1995, 1996, 1997, 1998, 2000
- World Cup (namens Zimbabwe): 1993, 1994, 1995, 1996, 1997, 1998, 2000, 2001
- Presidents Cup (Internationaal team): 1994, 1996
- UBS Cup: 2004
- Benson & Hedges Trophy: 1988 (met Marie-Laure de Lorenzi)

## Champions Tour
- 2004: Outback Steakhouse Pro-Am, SBC Championship, Charles Schwab Cup Championship
- 2005: Bank of America Championship, Administaff Small Business Classic
- 2007: JELD-WEN Tradition
- 2009 Principal Charity Classic
- 2011 Liberty Mutual Legends of Golf (met David Eger)

## Elders
- 1980: Malaysian Open
- 1986: Million Dollar Challenge
- 1988: Benson and Hedges Trophy met Marie-Laure de Lorenzi